# Jwaneng Galaxy Football Club
Lo Jwaneng Galaxy Football Club è una società calcistica botswaniana con sede nella città di Jwaneng.
Fondato nel 2014, il club milita nella Premier League, la massima serie del campionato botswano di calcio.

## Palmarès

### Competizioni nazionali
- Campionato botswano: 3

2019-2020, 2022-2023, 2023-2024
- Coppa di Botswana: 1

2024
- Campionato botswano di seconda divisione: 1

girone sud: 2014-2015
- Mascom Top 8 Cup: 1

2016-2017

### Altri piazzamenti
- Campionato botswano:

Secondo posto: 2016-2017, 2017-2018, 2018-2019

## Partecipazioni alle coppe africane
- CAF Champions League: 1 partecipazione

2020-2021: in corso
- Coppa della Confederazione CAF: 2 partecipazioni

2018: Turno preliminare
2019-2020: Turno preliminare

## Rosa attuale
| N. |                      | Ruolo | Calciatore            |
| -- | -------------------- | ----- | --------------------- |
| 1  | Botswana (bandiera)  | P     | Katlego Mbise         |
| 3  | Botswana (bandiera)  | C     | Gape Mohutsiwa        |
| 5  | Botswana (bandiera)  | D     | Fortunate Thulare     |
| 6  | Botswana (bandiera)  | D     | Gofaone Molapi        |
| 7  | Botswana (bandiera)  | C     | Thero Setsile         |
| 8  | Botswana (bandiera)  | C     | Gift Moyo             |
| 9  | Namibia (bandiera)   | A     | Wendell Rudath        |
| 10 | Botswana (bandiera)  | C     | Olebogeng Malebye     |
| 11 | Botswana (bandiera)  | A     | Thabang Sesinyi       |
| 12 | Sudafrica (bandiera) | C     | Ricardo Lourenço      |
| 13 | Botswana (bandiera)  | P     | Anthony Gouws         |
| 14 | Botswana (bandiera)  | D     | Isaac Paeye           |
| 15 | Botswana (bandiera)  | C     | Lethlogonolo Chenjela |

| N. |                           | Ruolo | Calciatore           |
| -- | ------------------------- | ----- | -------------------- |
| 16 | Botswana (bandiera)       | P     | Ezekiel Morake       |
| 17 | Botswana (bandiera)       | C     | Lemogang Maswena     |
| 18 | Botswana (bandiera)       | D     | Tebogo Sosome        |
| 19 | Botswana (bandiera)       | C     | Lebogang Ditsele     |
| 20 | Botswana (bandiera)       | C     | Bakang Leshona       |
| 21 | Botswana (bandiera)       | A     | Resaobaka Thatanyane |
| 22 | Botswana (bandiera)       | C     | Gilbert Baruti       |
| 23 | Botswana (bandiera)       | A     | Tebogo Sembowa       |
| 24 | Botswana (bandiera)       | D     | Tshephang Boithatelo |
| 25 | Botswana (bandiera)       | D     | Moagi Sechele        |
| 26 | Botswana (bandiera)       | C     | Rentse Keakabetse    |
| 27 | Botswana (bandiera)       | D     | Thabo Leinanyane     |
| 29 | Costa d'Avorio (bandiera) | C     | Yahi Sangare         |